# Vincent Spadea
Vincent Spadea, connu sous le nom de Vince Spadea, est un joueur professionnel de tennis américain, né le 19 juillet 1974 à Chicago.
En 1992, il remporte le tournoi juniors de l'Orange Bowl.
Depuis ses débuts professionnels en 1993, il a participé à plus de 50 tournois du Grand Chelem. Il obtient son meilleur résultat en 1999 lorsqu'il a atteint les quarts de finale à l'Open d'Australie, battant l'ancien numéro un mondial Andre Agassi (lauréat quelques mois plus tard à Roland Garros puis à l'US Open). Lors de sa carrière, Spadea parvient également en huitièmes de finale à Wimbledon en 2004 et à l'US Open en 1995 et 1999.
En simple, il participe à 223 tournois avant de gagner le premier titre de sa carrière (record), à Scottsdale en 2004. Il subit une terrible série de 21 défaites consécutives sur le circuit ATP de fin 1999 à mi 2000 (record). Il détenait jusqu'en 2013 un autre record: celui du plus grand nombre de balles de matchs sauvées (9) dans un tournoi du grand Chelem, à Roland Garros en 2004 (John Isner en sauve 12, lui aussi à RG).
Il est droitier et effectue ses revers à deux mains.

## Palmarès

### Titre en simple messieurs
| No | Date       | Nom et lieu du tournoi                        | Catégorie   | Dotation  | Surface    | Finaliste      | Score          |  |
| -- | ---------- | --------------------------------------------- | ----------- | --------- | ---------- | -------------- | -------------- |  |
| 1  | 01-03-2004 | Franklin Templeton Tennis Classic, Scottsdale | Int' Series | 355 000 $ | Dur (ext.) | Nicolas Kiefer | 7-5, 65-7, 6-3 |  |

### Finales en simple messieurs
| No | Date       | Nom et lieu du tournoi                                      | Catégorie   | Dotation  | Surface      | Vainqueur        | Score          |  |
| -- | ---------- | ----------------------------------------------------------- | ----------- | --------- | ------------ | ---------------- | -------------- |  |
| 1  | 18-05-1998 | International Raiffeisen Grand Prix, Sankt Pölten           | Int' Series | 400 000 $ | Terre (ext.) | Marcelo Ríos     | 6-2, 6-0       |  |
| 2  | 16-08-1999 | RCA Championships, Indianapolis                             | Series Gold | 745 000 $ | Dur (ext.)   | Nicolás Lapentti | 4-6, 6-4, 6-4  |  |
| 3  | 13-09-2004 | Millennium International Tennis Championships, Delray Beach | Int' Series | 355 000 $ | Dur (ext.)   | Ricardo Mello    | 7-62, 6-3      |  |
| 4  | 04-07-2005 | Campbell’s Hall of Fame Championships, Newport (RI)         | Int' Series | 355 000 $ | Gazon (ext.) | Greg Rusedski    | 7-63, 2-6, 6-4 |  |

### Titres en double messieurs
| No | Date       | Nom et lieu du tournoi                   | Catégorie    | Dotation  | Surface      | Partenaire           | Finalistes                    | Score         |  |
| -- | ---------- | ---------------------------------------- | ------------ | --------- | ------------ | -------------------- | ----------------------------- | ------------- |  |
| 1  | 06-11-1995 | Topper South American Open Buenos Aires  | World Series | 303 000 $ | Terre (ext.) | Christo van Rensburg | Jiří Novák David Rikl         | 6-3, 6-3      |  |
| 2  | 21-04-1997 | US Men's Clay Court Championship Orlando | World Series | 264 250 $ | Terre (ext.) | Mark Merklein        | Alex O'Brien Jeff Salzenstein | 6-4, 4-6, 6-4 |  |
| 3  | 08-09-1997 | President’s Cup Tachkent                 | World Series | 328 000 $ | Dur (ext.)   | Vincenzo Santopadre  | Hicham Arazi Eyal Ran         | 6-4, 6-7, 6-0 |  |

### Finales en double messieurs
| No | Date       | Nom et lieu du tournoi                               | Catégorie    | Dotation  | Surface      | Vainqueurs                   | Partenaire    | Score    |  |
| -- | ---------- | ---------------------------------------------------- | ------------ | --------- | ------------ | ---------------------------- | ------------- | -------- |  |
| 1  | 22-05-1995 | Tournoi de tennis de Bologne Bologne                 | World Series | 303 000 $ | Terre (ext.) | Byron Black Jonathan Stark   | Libor Pimek   | 7-5, 6-3 |  |
| 2  | 04-05-1998 | America's Red Clay Tennis Championship Coral Springs | Int' Series  | 245 000 $ | Terre (ext.) | Grant Stafford Kevin Ullyett | Mark Merklein | 7-5, 6-4 |  |

## Résultats en Grand Chelem

### En double mixte
| Année | Open d'Australie | Open d'Australie | Roland-Garros | Roland-Garros | Wimbledon | Wimbledon | US Open                    | US Open                              |
| ----- | ---------------- | ---------------- | ------------- | ------------- | --------- | --------- | -------------------------- | ------------------------------------ |
| 2006  |                  |                  |               |               |           |           | Quart de finale Vania King | Meghann Shaughnessy Justin Gimelstob |
| 2007  |                  |                  |               |               |           |           | 2e tour (1/8) Vania King   | Victoria Azarenka Max Mirnyi         |

Sous le résultat, la partenaire ; à droite, l'ultime équipe adverse.

## Filmographie
- Battle of the Sexes (2017) : doublage de Steve Carell dans le rôle de Bobby Riggs[3]